# Whiplash (chanson de Selena Gomez)
Pour les articles homonymes, voir Whiplash.
Whiplash est une chanson de Selena Gomez figurant sur l'album When the Sun Goes Down.